# Mondo Sonoro
La revista Mondo Sonoro és una publicació en paper i digital gratuïta especialitzada en música i cultura urbana en castellà.

## Història
La revista impresa Mondo Sonoro va néixer a Barcelona l'any 1994 amb la intenció de «donar a conèixer a tots aquells grups de música i col·lectius fins aleshores obviats pels grans mitjans de comunicació». Amb tal propòsit, es va constituir una editora, Sister Sonic S.L., per a portar a terme el projecte, format aleshores per tres persones.
El 1997 va sortir la versió electrònica de la revista, MondoSonoro.com, per a poder ampliar la informació donada a la revista i, sobretot, per a poder fer-la arribar a més gent. Amb el temps, i amb la utilització massiva d'internet, es va anar donant cada cop més importància a la versió electrònica, que va evolucionar molt en disseny i operativitat fins a la versió actual.